# Dulce Gardenia
Javier Márquez Gómez  (nacido el 30 de enero de 1992) es un luchador profesional mexicano, más conocido bajo el nombre de Dulce Gardenia quien trabaja actualmente en el Consejo Mundial de Lucha Libre (CMLL). Como Gardenia, Márquez retrata a un personaje exótico, que se presenta como afeminado y homosexual en el ring.

## Carrera

### Primeros años (2013-2019)
Márquez inicialmente se entrenó con Kaín en Torreón, Coahuila, haciendo su debut en el ring en 2013. Tomó el nombre de "Dulce Gardenia" en parte como un homenaje a Dizy Gardenia, uno de los personajes exóticos originales en la década de 1940. Siguió entrenando mientras que también gana experiencia en el ring, aprendiendo de Águila Roja, Cóndor de Oro y Gran Markus y Halcón Suriano. Más tarde conoció a Último Guerrero, quien sintió que Márquez estaba perdiendo el tiempo trabajando localmente en Torreón y lo invitó a la Ciudad de México, para entrenar en la escuela de lucha del Consejo Mundial de Lucha Libre.
Márquez estuvo programado para luchar contra Silver King durante una gira por el Reino Unido, bajo el nombre de "Charro del Mysterio", pero perdió el vuelo debido a problemas con su documentación de visa y terminó perdiéndose la gira por el Reino Unido donde Silver King moriría durante una lucha contra Juventud Guerrera.

### Consejo Mundial de Lucha Libre (2019-presente)
Gardenia hizo su CMLL en el ring el 25 de junio de 2019 cuando se unió con Drone y Fuego para derrotar al trío de Misterioso Jr., Pólvora y Virus. Poco después de ser presentado a la audiencia televisiva de CMLL cuando hizo un debut muy publicado en el programa principal de CMLL, Super Viernes, ganó su primera lucha sobre Disturbio que se presentó como parte de la celebración LBGT+de CMLL y con el respaldo de Sofia Alonso en el ring. la hija del dueño de CMLL Paco Alonso.
Para el 86th Aniversario del CMLL, la primera aparición importante de Gardenia, él, Diamante Azul y Titán derrotaron a El Hijo del Villano III, Hechicero y Rey Bucanero por descalificación en la segunda lucha de la noche del evento. Gardenia participó en su primer gran torneo del CMLL en octubre cuando hizo equipo con Volador Jr. para el Torneo Gran Alternativa. Para el Torneo Gran Alternativa, CMLL se une a un novato con un veterano de CMLL establecido para un torneo de equipo para ayudar a elevar la clasificación de uno o más competidores novatos. Gardenia y Volador Jr. derrotaron a Espíritu Negro y al Mr. Niebla en la primera ronda, seguidos de una victoria sobre El Coyote y El Terrible, antes de que el equipo perdiera ante Fugaz y Místico en las semifinales del torneo.

## Vida personal
Márquez es padre soltero de tres hijos y vive en Torreón.

## Luchas de apuestas
| Ganador                    | Perdedor               | Lugar            | Evento     | Fecha              | Notas  |
| -------------------------- | ---------------------- | ---------------- | ---------- | ------------------ | ------ |
| Dulce Gardenia (cabellera) | Kawato San (cabellera) | Ciudad de México | Sin Piedad | 1 de enero de 2020 | [ 12 ] |